# Craspedolcus maculicosta
Craspedolcus maculicosta är en stekelart som först beskrevs av Günther Enderlein 1920.  Craspedolcus maculicosta ingår i släktet Craspedolcus och familjen bracksteklar. Inga underarter finns listade i Catalogue of Life.